# Карлау
Карла́у (каз. Қарлау) — село у складі Хромтауського району Актюбінської області Казахстану. Входить до складу Богетсайського сільського округу.
У радянські часи село називалось Каралау.
Населення — 108 осіб (2021; 114 у 2009, 188 у 1999, 274 у 1989).